# 齊利岩
62°57′S 57°15′W / 62.950°S 57.250°W
齊利岩（英語：Zélée Rocks）是南極洲的岩石，位於特里尼蒂半島的布蘭斯菲爾德海峽，處於普賴姆角以北27公里，由法國探險隊發現，現時由南極條約體系管理。